# Пахотинка
Пахотинка — река на западе Тверской области, правый приток Нетесьмы (бассейн Западной Двины). Длина реки составляет 14 км.
Протекает по территории Андреапольского муниципального района. Пахотинка берёт начало из болота, расположенного в 3 км к югу от деревни Ключевое. Течёт в общем в северном направлении.
Протекает по малонаселённой, заболоченной местности. Принимает три малых ручья. Впадает в Нетесьму справа в 21 километре от её устья. Высота устья — 223,3 метра над уровнем моря.
Ранее река носила название Полотинка.